# Anne Dudley
Anne Dudley (Chatham, Kent, 7 mei 1956) is een Britse componist en muzikant.
Dudley is opgeleid in de klassieke muziek, en werkte in aanvang voornamelijk als sessiemuzikant. Zo begon haar samenwerking met Trevor Horn, die zou leiden tot oprichting van The Art of Noise. Ook schreef ze filmmuziek en werkte ze samen met onder meer de Pet Shop Boys, Frankie Goes to Hollywood, Alison Moyet en Sting. In 1998 won ze een Oscar met de film The Full Monty voor beste filmmuziek. Ook heeft ze een muzikale bijdrage geleverd aan de speelfilm Les Misérables uit 2012, waar ze een enkel muziekstuk schreef bij componist Claude-Michel Schönbergs werk, en was pianist en muziekproducent.
Van januari 2002 tot januari 2005 was Dudley de huiscomponist van het BBC Concert Orchestra, de BBC Concert Orchestra's composer in Association.

## Filmmuziek
- 1987: Disorderlies
- 1987: Hiding Out
- 1988: Buster (met Phil Collins)
- 1989: The Mighty Quinn
- 1989: Say Anything... (met Richard Gibbs)
- 1989: Zwei Frauen
- 1989: Wilt
- 1991: The Miracle
- 1991: The Pope Must Die
- 1992: Knight Movies
- 1992: The Crying Game
- 1994: Felidae
- 1995: The Grotesque
- 1996: When Saturday Comes
- 1996: Hollow Reed
- 1997: The Full Monty
- 1998: The Sadness of Sex
- 1998: American History X
- 1999: Pushing Tin
- 2000: The Miracle Maker
- 2001: Monkeybone
- 2001: Lucky Break
- 2003: The Gathering
- 2003: A Man Apart
- 2003: Bright Young Things
- 2004: Tabloid
- 2006: Tristan & Isolde
- 2006: Perfect Creature
- 2006: Zwartboek
- 2007: The Walker
- 2014: Walking on Sunshine
- 2016: Elle
- 2016: Away
- 2018: Mamma Mia! Here We Go Again (met Benny Andersson en Björn Ulvaeus)
- 2019: The Hustle
- 2021: Everybody's Talking About Jamie (met Dan Gillespie Sells)
- 2021: Benedetta
- 2024: Bull Street
- 2025: Signs of Life

## Overige producties

### Televisiefilms
- 2000: Donovan Quick
- 2005: Whatever Love Means
- 2018: Grandpa's Great Escape

### Televisieseries
- 1989: Rory Bremner
- 1990: Jeeves and Wooster (1990-1993)
- 1994: Anna Lee
- 1995: Kavanagh QC
- 1997: Crime Traveller
- 2000: The 10th Kingdom (miniserie)
- 2003: The Key
- 2008: Trial & Retribution (2008-2009)
- 2013: Breathless
- 2015: Poldark (2015-2019)
- 2020: The Singapore Grip
- 2020: Black Narcissus (miniserie)
- 2022: Signora Volpe
- 2023: Obsession

### Additionele muziek
Als aanvullend componist.
- 2012: Les Misérables (film)

## Albums
(geen soundtracks)
- 1984: About Face, synthesizer op een album van David Gilmour van Pink Floyd.
- 1990: Songs From the Victorious City, in samenwerking met Jaz Coleman van Killing Joke
- 1999: Ancient and Modern
- 2001: A Different Light
- 2003: Seriously Chilled

## Prijzen en nominaties
| Jaar | Titel          | Categorie                             | Prijs          | Uitslag  |
| ---- | -------------- | ------------------------------------- | -------------- | -------- |
| 1986 | Peter Gunn     | Beste instrumentale rockmuziek        | Grammy Award   | Gewonnen |
| 1998 | The Full Monty | Beste muzikale of komische filmmuziek | Academy Awards | Gewonnen |

In 2011 ontving Dudley een eredoctoraat van de Universiteit van Kent voor haar uitzonderlijke prestaties in de muziek.